# Kristen Babb-Sprague
Kristen Elizabeth Babb-Sprague (Walnut Creek, 29 de julho de 1968) é uma ex-nadadora sincronizada estadunidense, medalhista olímpica.

## Carreira
Kristen Babb-Sprague representou seu país nos Jogos Olímpicos de 1992, competindo apenas no solo ganhando a medalha de ouro título dividido com a canadiana Sylvie Fréchette.

### Disputa Judicial pelo Ouro
Uma juíza brasileira deu uma nota a mais para a canadiana na final do solo, de 8.7 para 9.7. a nota que superou a Babb deu o título olímpico para  Sylvie Fréchette. Quatro meses mais tarde, as apelações ao comitê canadense e a FINA, resultaram em vitória em conjunto de Babb e Fréchette.